# John Roderick

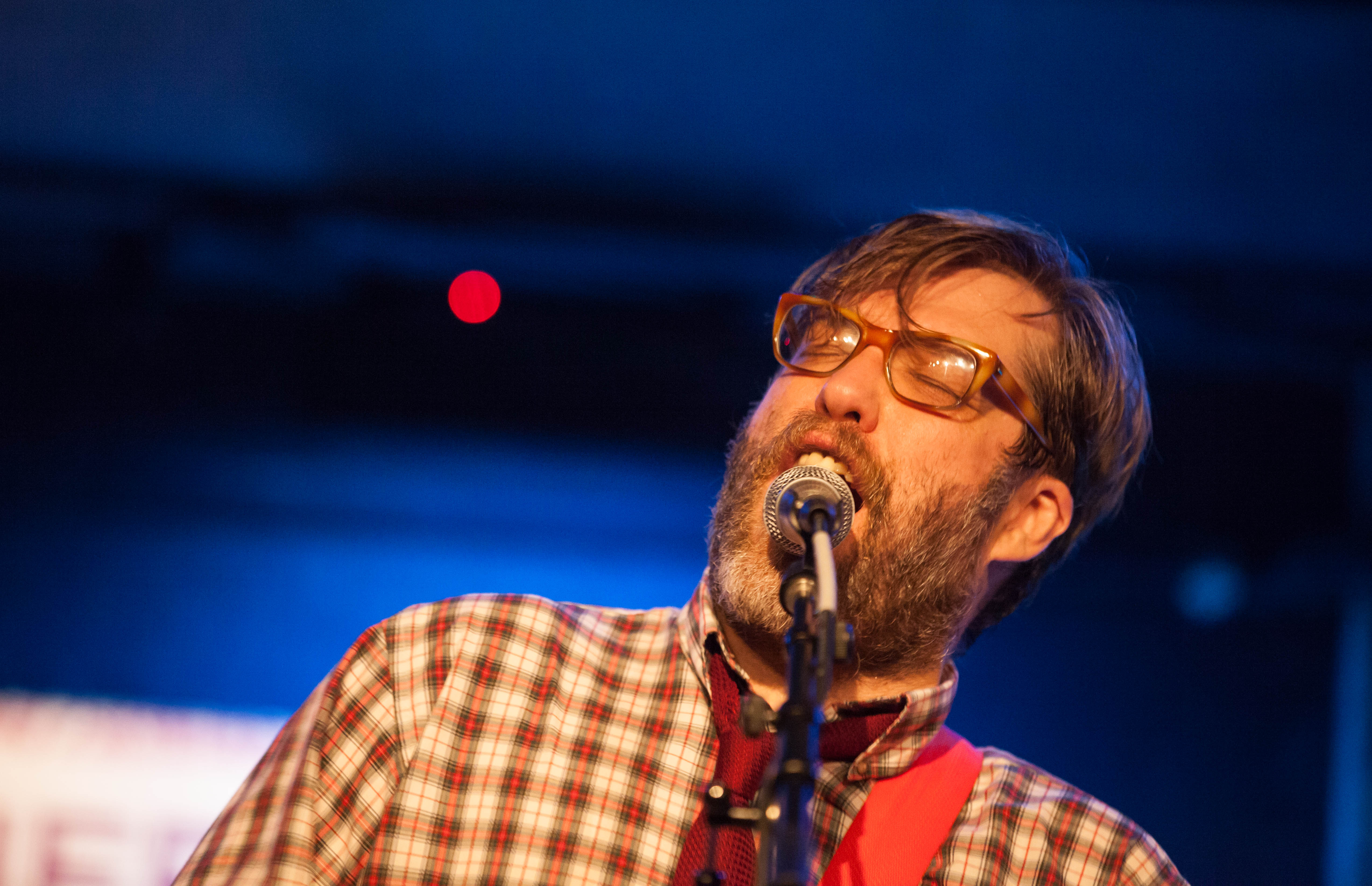
Roderick bei einem Auftritt in New York City (2012)

John Roderick (* 13. September 1968 in Seattle) ist ein amerikanischer Musiker und Podcaster.

## Leben und Werk
Roderick wurde in Seattle als erstes von zwei Kindern geboren. Sein Vater David M. Roderick (1921–2007) hatte 1961 seine zweite Frau Marcia geheiratet, aus erster Ehe hatte er bereits drei Kinder. David M. Roderick war von 1949 bis 1953 während seines Jurastudiums demokratischer Abgeordneter im Repräsentantenhaus von Washington und praktizierte danach als Rechtsanwalt. Seine Mutter war Programmiererin. Die Familie zog 1971 nach Anchorage in Alaska. 1974 ließen sich seine Eltern scheiden, seine Mutter zog mit den beiden Kindern erst zurück in den Bundesstaat Washington, zog aber kurz darauf wieder nach Anchorage zurück. John Rodericks Vater war 45 Jahre lang Mitglied bei den Anonymen Alkoholikern.
Roderick besuchte die East Anchorage High School und zog kurz nach seinem Abschluss nach Seattle. 1987 begann Roderick ein Studium an der Gonzaga University in Spokane, das er aber nach zwei Jahren abbrach. Roderick hatte mit 15 zu trinken begonnen, seit 1995 bezeichnet er sich selbst als „clean“ in Bezug auf „Drogen und Alkohol“. Roderick war ab 1997 Lead-Gitarrist und Sänger der Indie-Band The Western State Hurricanes. Die Band hatte 1998 ihren ersten Auftritt in Seattle, zerfiel jedoch 1999 während der Verhandlungen über einen Plattenvertrag mit Sub Pop Records. Von 1999 bis zur Auflösung der Band 2001 spielte Roderick dann Keyboard bei Harvey Danger.
2001 gründete Roderick zusammen mit Sean Nelson (ebenfalls Ex-Harvey Danger) die Indie-Rock-Band The Long Winters. 2001 erschien auf Barsuk Records das erste Album der Band, The Worst You Can Do Is Harm. Seither erschienen zwei weitere Alben: When I Pretend to Fall (2003) und Putting the Days to Bed (2006), dazu eine EP mit dem Titel Ultimatum (2005). Die Band The Long Winters tourt noch und tritt auf Festivals auf.
2011 begann Roderick zusammen mit Merlin Mann seinen ersten Podcast Roderick on the Line. 2015 startete er sein zweites Podcast-Projekt Road Work, diesmal zusammen mit Dan Benjamin. 2017 folgte auf HowStuffWorks das dritte Projekt namens Omnibus, das Roderick zusammen mit Ken Jennings veröffentlicht. Von 2018 bis 2021 gestaltete er zusammen mit Adam Pranica und Benjamin Harrison den Podcast Friendly Fire, der sich mit dem Genre Kriegsfilm befasste.
Roderick lebt in Seattle, wo er von 2010 bis 2018 Mitglied der Seattle Music Commission war, die vom ehemaligen Bürgermeister von Seattle, Mike McGinn, ernannt wurde.